# Hagop Iskender
Hagop Iskender (1871, Istanbul – 1949, tamtéž) byl arménsko-turecký fotograf.

## Život
Iskender se stal spoluvlastníkem slavného istanbulského fotografického studia Sébah & Joaillier v roce 1910, spolu s Jeanem Pascalem Sébahem, dědicem tradičního domu, který byl oficiálním fotografem osmanského dvoru, a založeným Jeanovým otcem Pascalem Sébahem. V roce 1918 byl Iskender zapojen do prvního systematického vědeckého záznamu islámských a byzantských památek v Istanbulu, spolu se známými tureckými historiky a architekty a německo-tureckým filologem, novinářem a spisovatelem Friedrichem Schraderem.
İskenderův syn Bedros (1909–2003) převzal dům v roce 1934 společně s tureckým partnerem, Ismailem Inselem. V roce 1952 se společnost přestěhovala do Paříže, kde se Bedros Iskender stal také známým fotografem.